# Danny K
Danny K (polgári nevén Danny Koppel) (1977. szeptember 8.) dél-afrikai énekes, dalszerző és színész. Az egyik legismertebb afrikai előadó. 2001-ben kiadta magáról elnevezett első albumát, és azóta még három korongot készített. 2007. Szerepelt a The Oprah Winfrey Show-ban Chicagóban. 2007-ben a SAMA (South-African Music Awards) díjátadón a This Is My Time című albuma lett az Év Pop Albuma. 2007. július 7-én Danny K fellépett a Live Earth koncertrendezvényen.

## Diszkográfia

### Albumok
- Danny K (2001)
- J23 (2003)
- Same Difference – Collaboration with Mandoza (2005)
- This Is My Time (2006)
- Across the Line (2010)

### Filmek
- Crazy Monkey Presents Straight Outta Benoni (2005)
- Bunny Chow (2006)